# Kemlayan
Kemlayan is een bestuurslaag in het regentschap Surakarta van de provincie Midden-Java, Indonesië. Kemlayan telt 3194 inwoners (volkstelling 2010).